# Death of a Ladies' Man
Death of a Ladies' Man — п'ятий студійний альбом канадського автора та виконавця пісень Леонарда Коена, представлений 13 листопада 1978 року на лейблі Warner Bros. Records. Продюсером та співавтором альбому є Філ Спектор, який для цієї платівки застосував свою техніку «стіна звуку», що, однак, не було позитивно сприйнято шанувальниками Коена.
Альбом досяг 15 позиції у Швеції, 20 — у Норвегії та 35 — у Великій Британії.

## Про альбом
Для альбому Леонард Коен написав 15 пісень за два-три тижні, однак для запису було обрано лише 8 композицій. Всі інші пісні пізніше стали відомі із концертних виступів музиканта (наприклад, концертний запис «Do I Have to Dance All Night» вийшов як сингл у Франції у 1976 році).
Запис альбому відбувався у Лос-Анджелесі, штат Каліфорнія. Колеги Коена Боб Ділан та Аллен Гінзберг взяли участь у записі як бек-вокалісти у композиції «Don't Go Home with Your Hard-On». Продюсер альбому Філ Спектор звів платівку самостійно, чим викликав розчарування канадського музиканта. Після цієї роботи Коен припинив співпрацю із Спектором.
Оригінальним виданням альбому займався лейбл Warner Bros. Records, проте всі наступні перевиданні відбувались на лейблі Columbia Records.

## Список композицій
| Сторона 1 | Сторона 1                    | Сторона 1  |
| #         | Назва                        | Тривалість |
| --------- | ---------------------------- | ---------- |
| 1.        | «True Love Leaves No Traces» | 4:26       |
| 2.        | «Iodine»                     | 5:03       |
| 3.        | «Paper Thin Hotel»           | 5:42       |
| 4.        | «Memories»                   | 5:59       |

| Сторона 2 | Сторона 2                         | Сторона 2  |
| #         | Назва                             | Тривалість |
| --------- | --------------------------------- | ---------- |
| 1.        | «I Left a Woman Waiting»          | 3:28       |
| 2.        | «Don’t Go Home with Your Hard-On» | 5:36       |
| 3.        | «Fingerprints»                    | 2:40       |
| 4.        | «Death of a Ladies' Man»          | 9:19       |